# Schweizerische Studienstiftung
Die Schweizerische Studienstiftung ist eine Organisation zur Begabtenförderung in der Schweiz. Sie setzt sich als nationale Institution für eine breite Exzellenzförderung an allen universitären Hochschulen und an den Fachhochschulen ein. Ziel der privaten gemeinnützigen Stiftung ist es, talentierte junge Menschen in ihrem Bestreben zu unterstützen, in sämtlichen Bereichen unserer Gesellschaft Verantwortung zu übernehmen. Sie fördert leistungsstarke, breit interessierte Studierende, deren Persönlichkeit, Kreativität und intellektuelle Fähigkeiten besondere Leistungen in Wissenschaft, Wirtschaft, Kultur und Politik erwarten lassen. Die Förderung versteht sich als Ergänzung zum Studium und legt vor allem Wert auf die intellektuellen und kommunikativen Kompetenzen: Wissen wird vertieft, indem es in interdisziplinäre Kontexte gesetzt wird. Gefördert wird aber auch der Aufbau eines persönlichen Netzwerkes. Die Kontakte zu interessanten Personen und Institutionen ermöglichen persönliche Zukunftsperspektiven. Die Geschäftsstelle befindet sich in Zürich. Finanziell wird die Studienstiftung vom Bund, einer Vielzahl von Stiftungen und Unternehmen, vom Alumni- und Förderverein sowie von privaten Spendern getragen. Seit ihrer Gründung 1991 hat die Schweizerische Studienstiftung rund 50 Millionen Franken in die nationale Begabtenförderung investiert und insgesamt etwa 2.200 besonders begabte Studierende und Doktorierende unterstützt.

## Geschichte der Schweizerischen Studienstiftung
Anton Schärli (dipl. phys. ETHZ) und Eric Kubli (Biologe an der Universität Zürich) erarbeiten mit Fachleuten aus Hochschule und Wirtschaft ein Arbeitspapier zur Gründung einer Schweizerischen Studienstiftung nach Vorbild der Studienstiftung des deutschen Volkes. Elisabeth Stumm (Biologin) stösst als dritte Gründerin dazu. Das Papier wird im Vernehmlassungsverfahren an rund 60 führende Persönlichkeiten aus Hochschule, Wirtschaft, Politik und Verwaltung geschickt und löst positives Echo aus.
Die Stiftung wurde am 4. November 1991 mit dem Ziel gegründet, begabte junge Menschen auf Hochschulstufe zu fördern. Anton Schärli übernimmt die Leitung der neu aufgebauten Geschäftsstelle. Elisabeth Stumm unterstützt ihn als Mitarbeiterin. Ein neunköpfiger Stiftungsrat konstituiert sich, präsidiert von Hans Künzi, Professor em. der Universität und ETH Zürich, Alt-Regierungsrat des Kantons Zürich und Nationalrat. Im Jahr 1992 nimmt die Stiftung ihre Fördertätigkeit auf und die erste Sommerakademie zum Thema „Dynamische Systeme, chaotisches Verhalten“ findet mit neun Teilnehmenden statt. Nach dem verfrühten Tod von Anton Schärli im 1995 übernimmt Men Wieland die Geschäftsleitung.
Ab 1996 fand eine Aufbauphase statt:
- Professionalisierung der Geschäftsstelle auf Grund der steigenden Zahl Geförderter
- Breitere Rekrutierung der Studierenden und Maturanden sowie von ehrenamtlichen Mitarbeitenden, Ausarbeitung eines Auswahlverfahrens
- Aufteilung der Arbeiten innerhalb des Stiftungsrates: ein Ausschuss und Kommissionen für spezielle Aufgaben werden gebildet
- Breitere Abstützung der Finanzierung

Der Verein zur Förderung der Schweizerischen Studienstiftung wurde 1996 gegründet. Erster Präsident war Jakob Nüesch, ehemaliger Präsident der ETH Zürich. Neuer Leiter ab 2000 wurde Markus Huppenbauer. In der Übergangszeit übernahm Hansjörg Büchi die Leitung.
In der Konsolidierungsphase im Jahr 2000 werden das Förderangebot und die finanziellen Unterstützung ausgebaut, die bisherigen Bildungsformate didaktisch überarbeitet sowie neue Bildungsmodule (z. B. Intellectual Tools) entwickelt. Die Stiftungsstrukturen werden angepasst und aufgeteilt in strategische (Stiftungsrat) und operative Aufgaben (Geschäftsstelle).
- 2001: Zehnjähriges Jubiläum der Schweizerischen Studienstiftung.
- 2002: Neuer Stiftungsratspräsident – Meinrad Eberle (ehemals Direktor PSI) löst Hans Künzi ab.
- 2003: Gründung der Alumni-Organisation, erster Präsident wird Alex Bircher (Physiker und Unternehmer).
- 2004: Neuer Fördervereinspräsident – Eric Kubli wird Nachfolger von Jakob Nüesch.
- 2005: Neuer Direktor der Studienstiftung – Cla Reto Famos tritt die Nachfolge von Markus Huppenbauer an.
- 2006: Wachstumsphase, weiterer Ausbau des Förderangebots:
  - Zur Verständigung zwischen den Landesteilen wird mit der Sophie und Karl Binding Stiftung das Bildungs- und Stipendienprogramm "Univers Suisse" lanciert.
  - Neu werden "Kick-off" Veranstaltungen zur Orientierung für frisch in die Stiftung Aufgenommene durchgeführt.
- 2007: 15 Jahre Fördertätigkeit – Jubiläumsfeier mit Vortrag des Präsidenten der deutschen Studienstiftung, Gerhard Roth, zum Thema "Gehirn und Begabung" in Zürich und Symposium "15 Jahre Schweizerische Studienstiftung – welche Elitenförderung braucht die Schweiz?" mit Bundesrat Pascal Couchepin in Bern. Eine Spende der Stiftung Mercator Schweiz über 3,85 Mio. Franken ermöglicht den kontinuierlichen Ausbau der Studienstiftung für die nächsten 5 Jahre.
- 2008: Antonio Loprieno, Rektor der Universität Basel und Präsident der CRUS, übernimmt das Präsidium des Stiftungsrates von Meinrad Eberle. In einem Strategiepapier definiert der Stiftungsrat Ziele für die Jahre 2008–2012, um sich als nationale Institution der Exzellenzförderung in der ganzen Schweiz zu etablieren.
- Ab 2009 wird das Angebot der Schweizerischen Studienstiftung erweitert:
  - Mit Unterstützung der Ernst Göhner Stiftung werden für die kommenden fünf Jahre jährlich sechs Stipendien für bedürftige Studierende vergeben
  - Das Mercator Kolleg für internationale Aufgaben, ein Programm zur Förderung von Nachwuchs für internationale Organisationen und Arbeitsumfelder, wird gemeinsam mit den Stiftungen Mercator Schweiz und Deutschland sowie der Studienstiftung des deutschen Volkes lanciert.
  - PhDBox, eine neue Veranstaltungsreihe für Doktorierende, läuft an.
- 2011: Die Studienstiftung organisiert eine öffentliche Jubiläumsfeier zum Thema "Perspektiven der Exzellenzförderung" zum 20-Jahr-Jubiläum. Mit der Ernst Göhner Stiftung wird ein Stipendienprogramm für exzellente Kunstschaffende in Ausbildung lanciert. Die Sophie und Karl Binding Stiftung verlängert ihre Unterstützung des Programms "Univers Suisse" um weitere fünf Jahre.
- 2012: Neues System für die Vergabe von finanzieller Unterstützung: jährlich werde zwei Jahresstipendien zur Unterstützung von ein- bis zweijährigen Auslandsstudien und Forschungsaufenthalten vergeben. Des Weiteren vergibt die Studienstiftung jährlich an zwei Terminen Förderungen und Zuschüsse für Kongressbesuche, Bibliotheksaufenthalte und Praktika im Ausland.
- 2013: Der Stiftungsrat legt die strategischen Ziele 2013–2017 fest. Zusätzlich zu den im Strategiepapier festgelegten Zielen für 2008–2012, wird noch die bewusste Integration einer globalen Perspektive beschlossen.
- 2014: Die neu überarbeitete Website der Schweizerischen Studienstiftung wird online gestellt. Nun wird sie viersprachig geführt und ist zusätzlich mit Facebook und Twitter verbunden.[5][6]
- 2015: Das von der Werner Siemens-Stiftung unterstützte Programm «Mobilität – Infrastruktur – Innovation» erlaubt es der Schweizerischen Studienstiftung, die MINT-Themen mit einem interdisziplinären Ansatz fokussiert zu thematisieren.
- 2016: 25. Jubiläum der Schweizerischen Studienstiftung. Der Anlass wird offiziell in Bern am 4. November gefeiert.
- 2017: Geförderte, Ehemalige und Stiftungsaktive beteiligen sich am interaktiven Workshop zur Ausarbeitung der Strategie 2019–2023 der Schweizerischen Studienstiftung. Pläne und Visionen für eine noch präsentere, noch partizipativere, noch engagiertere und noch interdisziplinärere Stiftung wurden diskutiert.
- 2018: Verabschiedung der neuen Strategie für die Jahre 2019–2023 durch den Stiftungsrat der Schweizerischen Studienstiftung.
- 2019: Neue Direktorin der Studienstiftung – Klara Sekanina tritt die Nachfolge von Cla Famos an.
- 2020: Zunehmende Vielfalt des Bildungsangebots, insbesondere Ausbau des französischsprachigen Angebots in der Westschweiz, sowie Entwicklung diverser Onlineveranstaltungen und Erhöhung der Anzahl Veranstaltungsleiterinnen.
- 2021: Die Studienstiftung organisiert zum 30. Jubiläum eine Veranstaltungsreihe unter dem Thema "Fit for Future"  in allen Sprachregionen der Schweiz.

## Förderprogramm

### Bildungsprogramm
Die Schweizerische Studienstiftung bietet ihren Geförderten ein studienergänzendes Bildungsprogramm, welches den Studierenden die Möglichkeit gibt, über die Grenzen ihres Fachgebiets hinaus zu blicken und ihrer Neugier Nahrung gibt. Das interdisziplinäre Bildungsangebot umfasst folgende Programme und Veranstaltungen:

#### Sommerakademien
Ein Kernstück der Förderung durch die Schweizerische Studienstiftung bilden die Sommerakademien. In interdisziplinären Gruppen von maximal zwanzig Studierenden werden fächerübergreifende Themen selbstständig erarbeitet. Jeweils zwei bis vier Dozierende pro Akademie garantieren eine optimale Betreuung und ausgezeichnete Lern- und Lehrbedingungen. Getagt wird in Bildungszentren, die abseits der grossen Agglomerationen in einladenden Landschaften liegen. In dieser intensiven Lehr- und Lernatmosphäre entsteht zudem ein Netzwerk persönlicher Bekanntschaften. Bei Ausflügen und in abendlichen Diskussionsrunden wird dieses zusätzlich gepflegt.

#### Intellectual Tools (IT)
Die Seminarreihe „Intellectual Tools“ bietet zwei- bis dreitägige Intensivmodule zur Vorbereitung auf die Arbeitswelt, in welcher Grundkenntnisse aus fachfremden Wissenschaftsbereichen sowie sogenannte Soft Skills erworben werden. In konzentrierter Form werden entsprechende Grundkenntnisse zu zentralen Gebieten (z. B. Recht, Politik, Ethik oder Wirtschaft) vermittelt sowie grundlegende kommunikativen Kompetenzen (z. B. Rhetorik, Kommunikation, Präsentation) erworben.

#### Culture Matters
Mit dem thematischen Schwerpunkt „Culture Matters“ ermöglicht die Stiftung ihren Studierenden und Doktorierenden, die eigene Kultur und fremde Kulturen sowohl theoretisch zu reflektieren als auch praktisch zu erleben. Im Zentrum der Veranstaltungen mit dem Schwerpunkt Kultur stehen Fragen wie „Ist alles kulturell?“, „Kann ich zu zwei Kulturen gehören?“, „Bin ich kultiviert?“, „Kann man Kulturen kritisieren?“, „Wem gehört Kultur?“, „Was nützt Kultur in der Wirtschaft?“.

#### GraduateBox
Ziel des GraduateBox-Programms ist es, den Geförderten auf Master- oder Doktoratsstufe Kompetenzen in den Bereichen Arbeits- und Kommunikationsmethodik zu vermitteln, ihnen Ideen und konkrete Beispiele zur Karriereplanung zu geben und sie auf ihre künftige Leader-Rolle vorzubereiten.

#### Univers Suisse
Das Bildungs- und Austauschprogramm „Univers Suisse“ wurde von der Schweizerischen Studienstiftung in Zusammenarbeit mit der Sophie und Karl Binding-Stiftung lanciert. Es soll das Bewusstsein für den Wert einer vielfältigen und trotzdem geeinten Schweiz schärfen. Hauptelemente sind die Binding-Austauschstipendien und die Sommerakademie „Le Tableau de la Suisse“. Das Partnerprogramm mit der Sophie und Karl Binding Stiftung ist 2022 nach 15 Jahren ausgelaufen. Die Sommerakademie wird weiterhin durchgeführt.

#### Mercator Kolleg
Das Mercator Kolleg für internationale Aufgaben fördert 20 Deutsche und vier Schweizer Hochschulabsolventen aller Fachrichtungen, die eine verantwortungsvolle Tätigkeit in internationalen Einsatzfeldern anstreben. Ziel des Programms ist die Förderung einer stärkeren Präsenz deutschsprachigen Personals in Führungspositionen Internationaler Organisationen und global tätigen NGOs. Nach dem Jahrgang 2023/2024 zieht sich die Stiftung Mercator Schweiz nach 15 Jahren aus dem deutsch-schweizerischen Programm zurück.

#### Werner Siemens Programm
Um den MINT-Bereich (Mathematik, Informatik, Naturwissenschaften und Technologie) zu stärken, bietet die Studienstiftung ab 2016 den geförderten Studierenden das stark interdisziplinär ausgerichtete, von der Werner Siemens-Stiftung finanzierte Programm „Mobilität – Infrastruktur – Innovation“ an.

### Individuelle Förderung

#### Vernetzung und Betreuung am Studienort
Während des ganzen Studiums steht allen Studienstiftlern eine persönliche Bezugsperson aus einem grossen Pool an ehrenamtlich mitarbeitenden Hochschuldozierenden mit Rat und Tat zur Seite. Diese begleiten jeweils eine interdisziplinär zusammengesetzte Studierendengruppe an ihrem Studienort und organisieren regelmässig Zusammenkünfte zur gegenseitigen Beziehungspflege. Dies erlaubt es den Studierenden, an ihrer Hochschule ein Disziplinen übergreifendes, persönliches Netzwerk aufzubauen. Die Betreuerdozierenden stehen den Studierenden auch für individuelle Anliegen und allgemeine Studienfragen zur Verfügung.

#### Beratung durch die Geschäftsstelle
Die Geschäftsstelle der Schweizerischen Studienstiftung hilft bei Studien- und Berufsfragen weiter. Sie bietet individuelle Lösungsvorschläge und vermittelt weiterführende Kontakte.

#### Who’s who und Krisencoach
Eine Adressdatenbank, das „Who’s who“ im Member-Bereich der Stiftungs-Website erleichtert den Geförderten den Zugang zum Netzwerk der Studienstiftung. Studienstiftler, die bezüglich ihrer Studiensituation, ihrer Laufbahn oder ihrer persönlichen Entwicklung nicht mehr weiterwissen, stehen professionelle Coachs für Beratungsgespräche unentgeltlich zur Verfügung.

### Finanzielle Förderung
Mit Zuschüssen und Förderbeiträgen beteiligt sich die schweizerische Studienstiftung subsidiär an den Kosten für Auslandstudien, Kongressbesuche, Praktika und Projekte. Mit Stipendien wird ein grosser Teil der Lebenshaltungskosten und Studiengebühren gedeckt. Alle in Zusammenarbeit mit den Finanzierungspartnern der schweizerischen Studienstiftung angebotenen Stipendien sind Leistungsstipendien: Unterstützt werden zukunftsträchtige Personen und Projekte.

#### Jahresstipendium
Das Jahresstipendium der Schweizerischen Studienstiftung wird für ein- bis zweijährige Auslandsstudien oder für längere, sehr aufwändige Forschungsaufenthalte vergeben. Es wird als Anschubfinanzierung für ein längeres Auslandsstudium oder aber als Finanzierung eines ein- bis zweijährigen Masterstudiums oder aufwändigen Forschungsaufenthaltes gesehen.

#### Mercator Kolleg für internationale Aufgaben
Das Mercator Kolleg für internationale Aufgaben ist ein Projekt der Schweizerischen Studienstiftung und der Stiftung Mercator Schweiz in Kooperation mit dem Eidgenössischen Departement für auswärtige Angelegenheiten (EDA). Gefördert werden hochqualifizierte, deutschsprachige Hochschulabsolventen aller Fachrichtungen, die Führungsaufgaben in internationalen Organisationen und NGOs anstreben. Während eines 13-monatigen Programms arbeiten die Kollegiaten in zwei bis drei Internationalen Organisationen oder in global tätigen NGOs, Non-Profit-Organisationen oder Wirtschaftsunternehmen. Eine von den Kollegiaten selbst-entworfene praktische Fragestellung bestimmt als Projektvorhaben die Wahl der Arbeitsstationen. Begleitend finden Seminare zur Entwicklung von Führungs- und Schlüsselkompetenzen statt. Nach dem Jahrgang 2023/2024 zieht sich die Stiftung Mercator Schweiz nach 15 Jahren aus dem deutsch-schweizerischen Programm zurück.

#### Bärbel und Paul Geissbühler-Stipendien
Die Bärbel und Paul Geissbühler-Stipendien sind Exzellenz-Stipendien: Sie werden von der Bärbel und Paul Geissbühler Stiftung finanziert und kommen ausschliesslich Geförderten im MINT-Bereich zugute, die herausragende Schul- und Studienleistungen vorweisen können und über wenig Mittel zur Finanzierung ihrer Studien auf Bachelor- oder Masterstufe verfügen. Seit 2018 stehen jährlich neun erneuerbare Stipendien zur Verfügung.

#### Binding-Stipendien
Diese Stipendien werden seit 2007 im Rahmen des mit der Sophie und Karl Binding Stiftung lancierten Programms „Univers Suisse“ an Studienstiftler vergeben, die über Sprachgrenzen hinweg wirken wollen, und ein Studium an einer Schweizer Universität oder Fachhochschule in einem anderen Landesteil der Schweiz absolvieren wollen. Das Partnerprogramm mit der Sophie und Karl Binding Stiftung ist 2022 nach 15 Jahren ausgelaufen.

#### Ernst-Göhner Stipendien
Diese Stipendien vergibt die schweizerische Studienstiftung seit 2009 in Zusammenarbeit mit der Ernst Göhner Stiftung. Sie werden von der Ernst Göhner-Stiftung finanziert und kommen talentierten Studierenden zugute, die nicht über genügend Mittel zur Studienfinanzierung verfügen. Bewerben können sich ausschliesslich Studierende, die bereits in die Studienstiftung aufgenommen wurden. Seit 2014 werden zusätzlich sechs weitere erneuerbare Stipendien an Personen ausgeschüttet, die mindestens über einen Bachelor verfügen und sich an einem anerkannten Hochschulinstitut im Vollzeit- oder Teilzeitstudium zur Lehrperson auf Mittelschulstufe ausbilden lassen oder auf diesem Weg Unterrichtspraktika absolvieren.

#### Ernst-Göhner-Stipendien für Kunstschaffende in Ausbildung
Diese Stipendien vergibt die Schweizerische Studienstiftung seit 2011 in Zusammenarbeit mit der Ernst Göhner Stiftung. Sie werden öffentlich ausgeschrieben und richten sich an talentierte und engagierte Kunstschaffende in Ausbildung, die bereits in die Studienstiftung aufgenommen wurden oder aufgenommen werden möchten.

#### Suyana-Stipendien
Die Suyana-Stipendien werden seit 2012 in Zusammenarbeit mit der in der Entwicklungszusammenarbeit in Südamerika tätigen „Foundation Suyana“ vergeben. Sie kommen Studienstiftler mit herausragenden Schul- und Studienleistungen zugute, die über wenig Mittel zur Studienfinanzierung verfügen. Das Stipendienprogramm der Stiftung Suyana ist mit den 2023
letztmals ausbezahlten Stipendien ausgelaufen.

#### Werner Siemens Fellowships
Die Fellowships der Werner Siemens-Stiftung werden seit 2016 an hervorragende Studenten der MINT-Fächer erteilt, mit dem Ziel, sie zu unterstützen und zusammenzuführen. Erwartet wird von ihnen, dass sie sich für die Vermittlung und Förderung der MINT-Bereiche in der Gesellschaft sowie für das interdisziplinäre Förderprogramm der Studienstiftung engagieren.

## Aufnahme in die Studienstiftung
Die Stiftung lädt die besten Maturanden mit einem Wohnsitz in der Schweiz oder Liechtenstein über die Schulrektorate ein, sich zu bewerben. Weitere Kandidaten werden von Dozenten an Universitäten, Hochschulen oder Fachhochschulen, den Wissenschaftsolympiaden oder „Schweizer Jugend forscht“ empfohlen. Die Bewerbung steht grundsätzlich allen Studierenden an universitären Hochschulen und Fachhochschulen offen.

### Grundvoraussetzungen
- Wohnsitz in der Schweiz oder Liechtenstein (Schweizer Staatsbürgerschaft ist keine Voraussetzung)
- Hervorragende Matura (Richtwert: Notenschnitt 5.3) oder vergleichbare Leistung bei Berufsmatura
- Oder sehr gute Noten im Studium (Richtwert: Notenschnitt 5.3), bzw. vergleichbare Leistungen bei anderen Bewertungssystemen
- Oder angemessene schulische Leistungen bei herausragenden Leistungen in ausseruniversitären Bereichen (besondere ehrenamtliche Tätigkeiten, Politik, Kultur etc.)

### Weitere Voraussetzungen an Bewerber
- Leistungsfähigkeit
- Breite Interessen, intellektuelle Neugier und Kreativität
- Offenheit, Kreativität und Freude am interdisziplinären Austausch
- Innere Motivation und Begeisterungsvermögen
- Kommunikative Kompetenz, auch in Fremdsprachen, insbesondere in den Landessprachen
- Verantwortungsbewusstsein und Engagement

### Erwartungen an Bewerber nach ihrer Aufnahme
- Sehr gute Leistungen an der Hochschule (Richtwert: Notenschnitt 5.3)
- Engagement ausserhalb des Studiums (Z.B. besondere ehrenamtliche Tätigkeiten, Politik, Kultur etc.)
- Aktive Teilnahme am Veranstaltungsprogramm der Schweizerischen Studienstiftung
- Teilnahme an Gruppentreffen am Studienort
- Jährliche Abgabe eines Berichtes über ihren Studienverlauf sowie ihre Aktivitäten innerhalb und ausserhalb der Studienstiftung

## Statistik
Die Angaben haben Stand Dezember 2023:
| Anzahl Geförderte                                          | 912, davon 434 Frauen, 465 Männer und 13 Divers |
| Neuaufnahmen 2023                                          | 165                                             |
| Seit der Gründung der Studienstiftung Geförderte insgesamt | 2709                                            |
| Bewilligte Gesuche zur finanziellen Unterstützung 2023     | 115                                             |
| Abschlüsse 2023                                            | 230, davon 7 mit Doktorat                       |
| Anzahl Veranstaltungen 2023                                | 124                                             |

## Bekannte ehemalige Geförderte (Auswahl)
Die folgende Liste beinhaltet ehemalige Geförderte der Schweizerischen Studienstiftung, welche im öffentlichen Raum Bekanntheit erlangt haben. Die Liste bietet einen Überblick nach Fachgebieten und Berufen (Auswahl).

### Politik
- Balthasar Glättli, geboren 1972; Studium der Philosophie, Linguistik und Neueren deutschen Literatur, seit 2011 Nationalrat, Grüne Kanton ZH; Inhaber der Firma „politbüro kampagnen und webdesign“, Zürich; Vize-Präsident des Schweizerischen Mieterverbandes. Gefördert von 1993 bis 1996.
- Nadine Masshardt, geboren 1984; Studium der Geschichte und Philosophie; seit 2013 Nationalrätin, SP Kanton Bern; 2006 bis 2013 Mitglied des Grossen Rates des Kantons Bern; 2004 bis 2010 Stadträtin in Langenthal; Projektleiterin bei in einer Kommunikationsagentur, gefördert von 2004 bis 2011.

### Medien/Kultur
- Barbara Bleisch, geboren 1973; Studium der Philosophie, Germanistik und Religionswissenschaften; seit 2010 Moderatorin und Redaktorin der «Sternstunde Philosophie» bei SRF; seit 2005 wissenschaftliche Mitarbeiterin am Ethik-Zentrum der Universität Zürich und Dozentin für Ethik an verschiedenen Universitäten und Fachhochschulen. Gefördert von 1999 bis 2007.

### Universität/Forschung
- Simon Grand, geboren 1968; Assistenzprofessor für Strategisches Management an der Universität St. Gallen. Hauptforschungsgebiete: Strategisches Management, Strategiedesign, Management Innovation, Unternehmertum. Akademischer Direktor des RISE Management Innovation Lab, Research Fellow an der Zürcher Hochschule der Künste. Gefördert von 1993 bis 1997.
- Cornelia Halin Winter, geboren 1974; Assistenzprofessorin für Drug Discovery Technologies am Institut für Pharmazeutische Wissenschaften der ETH Zürich. Studium der Biochemie an der ETH Zürich. Gefördert von 1996 bis 2002.
- Sebastian Hiller, geboren 1976; Professor am Biozentrum der Universität Basel. Hauptforschungsbereich „Entschlüsselung von Membranproteinen mit NMR-Spektroskopie“. Studium der Molekularbiologie und Biophysik an der ETH Zürich. Gefördert von 1996 bis 2006.
- Michael O. Hottinger, geboren 1966; Professor für Molekularbiologie, Departement of Molecular Mechanisms of Diseases, Universität Zürich. Gefördert von 1993 bis 1999.
- Anita Lüthi, geboren 1968; Associate Professor, Department of Fundamental Neurosciences, Universität Lausanne. Gefördert von 1993–1996.
- Dina Pomeranz, geboren 1977; Assistenzprofessorin für Mikroökonomie an der Universität Zürich. Mitglied des Poverty Action Lab und des National Bureau of Economic Research. Im Vorstand der Entwicklungsorganisationen Evidence Action und TamTam – Together Against Malaria. Gefördert von 2001 bis 2010.
- Oliver Jens Schmitt, geboren 1973; Professor für Geschichte Südosteuropas an der Universität Wien. Studium der Byzantinistik, Neogräzistik und Osteuropäischen Geschichte in Basel, Wien, Berlin und München. Gefördert von 1994 bis 2000.
- Wendelin J. Stark, geboren 1976 in Zürich; Professor für Chemie- und Bioingenieurwissenschaften, ETH Zürich. Betreuerdozent der Schweizerischen Studienstiftung. Studium der Chemie. Gefördert von 1996 bis 2002.
- Jörg Stolz, geboren 1967; Professor für Religionssoziologen an der Universität Lausanne. Studium der Soziologie, Religion, Wirtschaft und Philosophie. Gefördert von 1995 bis 2000.
- Francesca Verones, geboren 1984; Associate professor an der Norwegian University of Science and Technology (NTNU) in Trondheim, im Programm “Industrial Ecology”. Studium der Umweltingenieurwissenschaften an der ETH Zürich. Gefördert von 2004 bis 2013.
- Pascale Vonaesch, geboren 1985; Assistant Professor, Departement of Fundamental Microbiology, Universität Lausanne. Gefördert von 2004–2013.

### Gesellschaft/Soziales
- Michel Bachmann, geboren 1980; Studium von  Organization Studies / Social Entrepreneurship an der Universität St-Gallen und in Tilburg (NL). Mitgründer und Führung eines „Hubs“ in Zürich, Advisor bei Global Shapers Community. Gründer von deceler8. Gefördert von 2000 bis 2010.
- Raphael Jerónimo Calderón, geboren 1984; Studium der Politikwissenschaften und internationalen Beziehungen; Gründer und Geschäftsführer von euforia, einer Non-Profit Jugendorganisation mit Sitz in Genf, Ashoka Fellow 2012[14], Stiftungsrat beim WWF Schweiz und Dozent an der Universität Genf. Gefördert von 2005 bis 2010.
- Nadine Felix, geboren 1975; Studium der Philosophie; Geschäftsführerin Stiftung Mercator Schweiz. Gefördert von 2002 bis 2008.
- Nicola Forster, geboren 1985, Studium der Rechtswissenschaften; Gründer und Präsident des Think-Tanks foraus – Forum Aussenpolitik, Stiftungsrat von Science et Cité, Kurator World Economic Forum Global Shapers Zürich, Vizepräsident Law & Economics Club, Visiting Fellow Stiftung Wissenschaft und Politik. Mitglied des Mercator Kollegs für Internationale Aufgaben 2013–2014

### Kunst
- Nils Althaus, geboren 1981; Biochemiestudium an der ETH Zürich. Liedermacher, Kabarettist und Schauspieler. Auszeichnung zum Shooting Star 2007 und viermal für den Schweizer Filmpreis nominiert. Tourneen in der Deutschschweiz mit mehreren selbst verfassten Soloprogrammen. Gefördert von 2001 bis 2006.
- Stefan Eichenberger, geboren 1984;  Studium der Medien- und Kommunikationswissenschaft, Philosophie und Soziologie an den Universitäten Fribourg und Bern. Danach Master in Filmrealisation an der Zürcher Hochschule der Künste. Filmproduzent, u. a. von PARVANEH (Oscar-Nomination 2015), NEULAND und HEIMATLAND[15]. Gefördert von 2009 bis 2013.
- Sarah Rumer, geboren 1978; 1. Studium der Musik; Soloflötistin des Orchestre de la Suisse Romande und Dozentin an der Musikhochschule Luzern; Gefördert von 1998 bis 2006.
- Julia Schiwowa, geboren 1983; Ausbildung zur Sopranistin mit Nebenfach Orchesterleitung an der Zürcher Hochschule der Künste. Sängerin und Autorin, Bandleaderin der eigenen Formation „Julia Schiwowa & Band“, Teil der Close Harmony Formation The Sam Singers, Mitbegründerin der internationalen Initiative „art but fair“, Geschäftsführerin des SingStimmZentrums Zürich. Gefördert von 2002 bis 2007.
- Lena-Lisa Wüstendörfer, geboren 1983; Studium in Dirigieren sowie der Musikwissenschaft und Volkswirtschaftslehre, künstlerische Leitung des Jungen Orchester Basel, des Uni Orchester Bern, des Akademischen Orchester Basel sowie des Messias-Chor Zürich und der Comic-Opera Zürich. Gefördert von 2003 bis 2013.

### Wirtschaft/Industrie
- Andreas Juchli, geboren 1977. Studium der Humanmedizin an der Universität Zürich. Geschäftsführer JDMT Medical Services AG[16] und Mitglied der Kommission für Finanzen der Schweizerischen Studienstiftung. Gefördert von 2001 bis 2005.
- Stefan Tuchschmid, geboren 1979; Studium der Elektrotechnik und Informationstechnologie an der ETH Zürich. Gründer und Geschäftsführer von VirtaMed[17], Träger der MICCAI Young Scientist Award 2007 und Swiss Economic Award 2013. Gefördert von 2000 bis 2006.

## Weitere Quellen
- Artikel in Aargauer Zeitung vom 28. Juni 2007